# Gymnázium Břeclav
Gymnázium Břeclav (oficiálně Gymnázium a Jazyková škola s právem státní jazykové zkoušky Břeclav, příspěvková organizace) je osmileté a čtyřleté gymnázium v Břeclavi. Škola poskytuje všeobecné středoškolské vzdělání formou čtyřletého a osmiletého studia ukončeného maturitou.

## Budova
Novorenesanční budova původně německého gymnázia byla postavena roku 1902 ve stylu italské renesance. Součástí budovy jsou odborné učebny, knihovna, tělocvičny, aula i malá kaple s oltářem sv. Alžběty.

## Známí studenti gymnázia[2]
- Vlastimil Válek – 25. ministr zdravotnictví ČR
- Michal Kern – herec
- Václav Šálek – fotograf
- Denisa Kouřílková – influencerka, youtuberka (vystupující pod jménem Sugar Denny)
- Generálmajor i. m. Tomáš Vybíral - velitel čs. wingu RAF